# Helena Blehárová
Helena Blehárová (ur. 28 czerwca 1943 w Żylinie) – słowacko-czeska piosenkarka i aktorka.

## Życiorys
W 1963 roku rozpoczęła karierę wokalistki jazzowej w brneńskiej orkiestrze Gustava Broma. W latach 1964–1968 kształciła się w konserwatorium w Brnie. Z orkiestrą Gustava Broma wystąpiła w 1963 roku na Międzynarodowym Festiwalu Jazzowym w Pradze, później na festiwalach w Manchesterze, w Warszawie w 1964, w Monachium w 1965 i w Norymberdze w 1966.
W latach 1968–1970 pracowała w Niemczech, gdzie występowała w klubach nocnych.
Po powrocie do ojczyzny współpracowała z różnymi czechosłowackimi orkiestrami tanecznymi i formacjami jazzowymi.
Wystąpiła także w kilku filmach.
Reprezentowała Czechosłowację na festiwalu w Cannes. 

## Dyskografia
Na podstawie źródła:
- Dvojčata (Supraphon 1962);
- Qui Decepti Amore (Supraphon 1963);
- Na vine je mama (Supraphon 1965);
- Mořem snů (Supraphon 1966);
- Léta jdou (Supraphon 1966);
- Obrať se s důvěrou (Supraphon 1967);
- Stříbrná půlnoc (Supraphon 1967);
- Ne, ne (Supraphon 1967);
- Tak nevím (Supraphon 1967);
- La-la-la/Můj malý svět (Supraphon 1968);
- Černý pasažér – Stowaway (Supraphon 1968);
- Jsi můj i její (Supraphon 1968);
- Slunce už hvězdy zháší / V dálce tráva hoří (Supraphon 1968);
- La-la-la / Můj malý svět (Supraphon 1968);
- Ton-ton / Až se mé oči rozevřou (Supraphon 1969);
- Odchází mé trápení / Chtěla bych zpívat jako zvon (Supraphon 1969);
- Znám jeden kout / Seď si dál (Supraphon 1969);
- Můj táta Jack / Stánek mám pouťový (Supraphon 1969);
- Divný pocit (Supraphon 1970);
- Waldmädchen (Supraphon Session 1970);
- Vodnář / Větrný sen (Supraphon 1970);
- Sedmý pád / Hodina H (Supraphon 1970);
- Žlutej dům / Měsíc je lhář (Supraphon 1971);
- Chvilka pro písničku (Supraphon 1972);
- Helena Bleharová (Opus 1976);
- Nechci už víc (Panton 1979);
- Ššš… (Supraphon music a.s. 2002);
- Gold (Popron 2003);
- Krokodýlí slzy podruhé (Radioservis 2003).